# Jan z Karpatos
Jan z Karpatos (VII wiek) – ojciec neptyczny, jeden z autorów Filokalii.

## Życie
Jan z Karpatos był mnichem, a następnie biskupem na wyspie Karpatos. Utożsamia się go z Janem, którego podpis widnieje pod aktami III Soboru Konstantynopolitańskiego w latach 680-681. Źródłem skąpych informacji o jego życiu jest "Biblioteka" św. Fiotosa Wielkiego.

## Twórczość
Jan z Karpatos tworzył inspirowany nauką Ewagriusza z Pontu i św. Maksyma Wyznawcy oraz duchowością synajską. Pisał o straży umysłu i walce wewnętrznej, skupiając się głównie na problemach ascezy monastycznej.
Jego twórczość opublikowano w Patrologia Graeca. Filokalia zawiera dwie jego prace:
- Sto rozdziałów zachęt
- Pocieszenie napisane na prośbę mnichów z Indii.

## Kult
Jan z Karpatos był czasem określany jako święty. W pierwszej połowie lat 80. metropolita Ambroży z Karpatos i Kasos podjął starania o jego kanonizację. W 1985 roku ustalono w tej diecezji dzień jego wspomnienia na 25 sierpnia i ułożono stosowne teksty liturgiczne. Jest czczony na wyspie Karpatos, gdzie w cerkwiach znajdują się jego ikony i freski.